# Аниковка (Ярославская область)
Аниковка — деревня в Мышкинском районе Ярославской области России.
В рамках административно-территориального устройства относится к Поводневскому сельскому округу Мышкинского района, в рамках организации местного самоуправления включается в Приволжское сельское поселение.

## География
Деревня находится в юго-западной части области, в районе хвойно-широколиственных лесов европейской части Российской Федерации, зоне хвойно-широколиственных лесов. Расположена при автодороге 78Н-0346, близ окраины деревни протекает безымянный водоток. Расстояние до районного центра города Мышкина —примерно 8 км по прямой, город находится к востоку от деревни. Абсолютная высота над уровнем моря — 126 или 123 метров. Согласно ОКАТО и КЛАДР, в населённом пункте улицы отсутствуют, есть только отдельные дома.

### Климат
Климат населённого пункта характеризуется как умеренно континентальный, со средней теплоты летом, во время которого выпадает много осадков, и не очень холодной зимой. В среднем температура зимой (январь) составляет -10,1 оС, летом (июль) +18,0 оС. Средняя многолетняя температура — +4,4 оС. Наименьшая зафиксированная — -46,0 оС, наибольшая +36,0 оС. За год выпадает примерно 641 мм осадков, больше половины (70%) — в теплую погоду. Больше всего осадков выпадет в августе, меньше всего в феврале. Снег начинает ложиться в середине ноября и тает до середины апреля. Держится снежный покров в среднем 155 дней, достигая высоты в 50-60 см. Почвы промерзают до 120 мм. Наиболее обычен юго-западный ветер средней скоростью 3,6 м/сек. Наиболее редки северо-восточные ветра.

### Часовой пояс
Деревня Аниковка, как и вся Ярославская область, находится в часовой зоне МСК (московское время). Смещение применяемого времени относительно UTC составляет +3:00.

## История
Основана до 1857 года. В 1859 году владельческая деревня, находилась на берегу безымянного ручья. Административно относилась к Ярославской губернии, Мышкинскому уезду, 2-го стана. Упоминается в сохранившемся историческом документе, деле об отказе местному крестьянину Василию Иванову в праве пользования земельным наделом, отобранным у двух других крестьян (1885–1886 гг.). На 1901 год — та же губерния, Мышкинский уезд, Оносовская волость, Крутецкое общество.

## Население
| 2007 | 2010 |
| ---- | ---- |
| 9    | ↘5   |

На 1857 год 7 дворов, на 1865 9 дворов, проживало 40 душ мужского пола и 47 женского. На 1901 — 12 дворов по данным сельских старост и столько же согласно статистическому бюро.

### Национальный состав
Согласно результатам переписи 2002 года, в национальной структуре населения  русские составляли 100% из 5 человек, прописанных в деревне.

## Инфраструктура
Индивидуальная застройка усадебного типа. Одноимённая остановка общественного транспорта, автобусное сообщение маршрутом №109 с райцентром и другими населёнными пунктами на дороге.